# Kathedraal van St Asaph
De kathedraal van St Asaph (Engels: St Asaph Cathedral) is een kathedraal van de Kerk in Wales en de zetel van de bisschop van St Asaph. De geschiedenis van de kathedraal gaat zo'n 1400 jaar terug.

## Geschiedenis
Al in de 6e eeuw werd er een kerk gebouwd op de plaats waar nu de kathedraal staat. De eerste delen van het huidige gebouw gaan echter niet verder terug dan de 13e eeuw. In die eeuw werd een nieuwe kathedraal gebouwd, nadat door toedoen van Eduard I van Engeland het eerdere gebouw was afgebrand. Tijdens de opstand van Owain Glyndŵr raakte ook het nieuwe gebouw beschadigd, waardoor het praktisch een ruïne werd. Het huidige gebouw stamt voor een groot deel uit de tijd van Hendrik VII van Engeland. In de 19e eeuw zou de kathedraal nog eens grondig worden gerestaureerd. 